# シグルド・ホフマン
シグルド・ホフマン (Sigurd Hofmann、1944年2月15日 - 2022年6月17日) は、超重元素に関する研究で知られるドイツの物理学者である。専門は、核分光法と重イオン反応である。

## 伝記
ホフマンは、1963年に卒業したグロース＝ウムシュタットのマックス・プランク高校在学中に自身の物理学への愛に気づいた。ダルムシュタット工科大学で物理学を学び、1969年にディプロマを得て、1974年にエグバート・カンケライト及びカール・ウィーンの下、核物理学研究所で博士号を取得した。1974年から1989年まで、重イオン研究所の速度分離機SHIPにより重イオンの反応で合成される原子核の検出と同定を担当した。彼は、ペーター・アルムブルスターが率いた核化学II学部で働いた。1989年からは、ゴットフリート・ミュンツェンベルクの後を継いで、新元素の合成実験を率いた。1998年からは、ヨハン・ヴォルフガング・ゲーテ大学フランクフルト・アム・マインの名誉教授を務めている。
彼は、ダームスタチウム、レントゲニウム、コペルニシウムを発見した実験を指揮した。また、ボーリウム、ハッシウム、マイトネリウムを発見した実験においても、多大な貢献をしている。また、ロシアのドゥブナ合同原子核研究所のフリョロフ核反応研究所で行われたフレロビウムの発見にも関わり、また、彼の研究グループは、同研究所でのフレロビウム及びリバモリウム合成の際の測定データを確認した。彼は、陽子ドリップライン上に位置する多くの新しい同位体を同定し、その中には、原子核の基底状態からの陽子を放出する初めてのケースとなる151ルテチウムもあった。

## 受賞等
- 1984年 - ドイツ物理学会物理学賞（ゴットフリート・ミュンツェンベルク、ウィリボード・ライスドルフ、カール＝ハインツ・シュミットとともに）
- 1996年 - フランクフルト市オットー・ハーン賞（ゴットフリート・ミュンツェンベルクとともに）
- 1996年 - スロバキアのコメンスキー大学数学物理学部の名誉博士号
- 1997年 - ドゥブナ合同原子核研究所からゲオルギー・フリョロフ賞
- 1998年 - ヨハン・ヴォルフガング・ゲーテ大学フランクフルト・アム・マイン名誉教授
- 1998年 - 国際純粋・応用物理学連合からSUN-AMCOメダル
- 2001年 - ドゥブナ合同原子核研究所の名誉博士号
- 2002年 - ドゥブナ合同原子核研究所から"First prize"
- 2004年 - ヨハン・ヴォルフガング・ゲーテ大学フランクフルト・アム・マイン物理学部ディスティングイッシュトプロフェッサー
- 2006年 - ヴィルヘルム・レントゲン生誕のレムシャイト＝レンネップ市からレントゲンメダル
- 2009年 - ドイツ研究センターヘルムホルツ協会から"Helmholtz Professor"
- 2011年 - ポーランド科学アカデミーからニコラウス・コペルニクス賞
- 2011年 - ニコラウス・コペルニクス大学からトルン市メダル

## 所属組織
- ドイツ物理学会
- ヨーロッパ・アカデミー
- ロシア自然科学アカデミー
- ポーランド学習院　外国人会員

## 著書
- Sigurd Hofmann: On Beyond Uranium - Journey to the end of the Periodic Table. In: Science Spectra Book Series, Volume 2, V. Moses, Series Editor, ISBN 0-415-28495-3 (hardback), ISBN 0-415-28496-1 (paperback), Taylor and Francis, London and New York, 2002, 216 Seiten, online
- Sigurd Hofmann: Synthesis of superheavy elements by cold fusion. Radiochimica Acta Band 99, 2011, S. 405-428, online
- Sigurd Hofmann and Gottfried Munzenberg: The discovery of the heaviest elements. In: Reviews of Modern Physics, Band 72, 200, S. 733-767, online
- Sigurd Hofmann: Proton radioactivity. In: Nuclear decay modes, D.N. Poenaru, Editor, ISBN 0-7503-0338-7, IOP Publishing Ltd, 1996, S. 143-203